# Ennedi Est (département)
Pour les articles homonymes, voir Ennedi.
L'Ennedi Est est un des quatre départements composant la région du Borkou-Ennedi-Tibesti au Tchad (Décrets N° 415/PR/MAT/02 et 419/PR/MAT/02). Son chef-lieu est Bahaï.

## Subdivisions
Le département de l'Ennedi Est est divisé en cinq sous-préfectures :
- Bahaï
- Bao Billiat
- Kaoura
- Mourdi
- Bourdani

## Aéroport
Le département possède un aérodrome à Bahaï , "l'Aéroport du 1er décembre" où les avions atterrissent directement  sur le sable

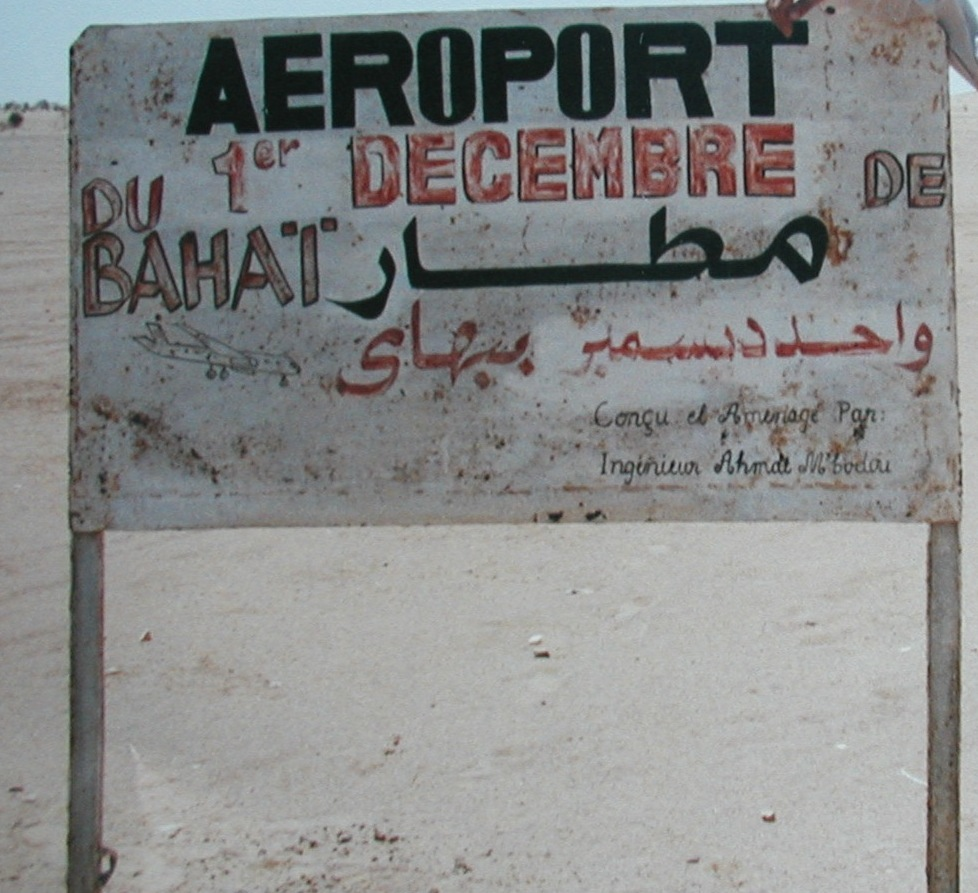
Aeroport de Bahaï, Tchad

## Administration
Liste des administrateurs :
Préfets de l'Ennedi Est (depuis 2002)
- Issakha Diar (2002-2005)